# Casablancatårta
Casablancatårta är en svensk klassisk tårta med banan. 
Tårtan är oftast fyrkantig och består av en spröd fransk marängtårtbotten som penslas med mörk choklad. Ovanpå tårtbottnen monteras en vaniljsmakande glasskräm, som omgärdas med rostad hyvlad mandel. Tårtans ovandel dekoreras sedan med vispad grädde och skivad banan. Det förekommer även att annan frukt används men banan ska ha varit valet i originalreceptet.
Tårtans historia går tillbaka till 1940-talet och bakades första gången 1945 när andra världskriget var slut och bananer kunde börja importeras till Sverige igen. Enligt Jan Hedh är det oklart vem, och vilket konditori som skapade receptet från början. Två konditorier i Stockholm står som troliga skapare, OGO Konditori eller Oskar Bergs Hovkonditori (eller Filips Hovkonditori) på Regeringsgatan 14.